# 潘普雷
潘普雷（法語：Pimprez，法語發音：[pɛ̃pʁe]）是法国瓦兹省的一个市镇，属于贡比涅区。

## 地理
潘普雷（49°30'52"N, 2°57'7"E）面积9.49 平方千米，位于法国上法蘭西大區瓦兹省，该省份为法国北部内陆省份，北起索姆省，西接厄尔省和滨海塞纳省，南至塞纳-马恩省和瓦兹河谷省，东临埃纳省。
与潘普雷接壤的市镇（或旧市镇、城区）包括：巴伊、希里-乌尔斯康、蒙马克、里贝库尔-德雷兰库尔、圣莱热欧布瓦。

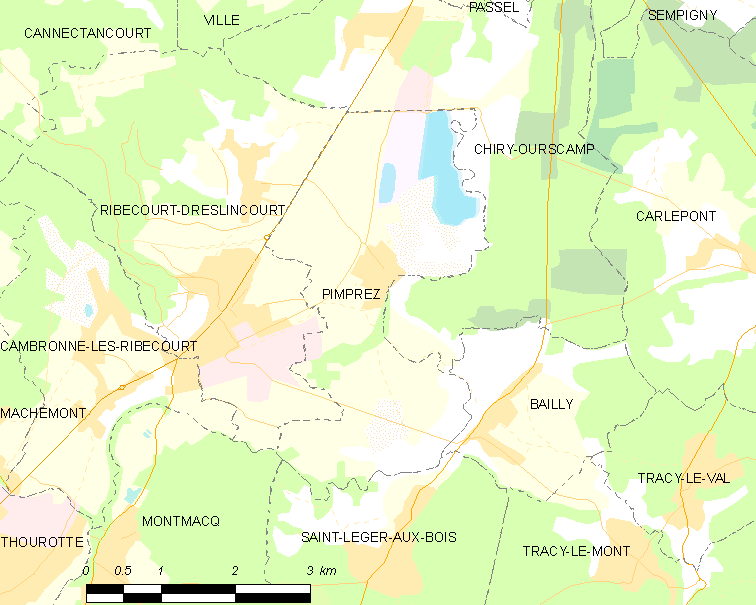
潘普雷的OSM定位图

潘普雷的时区为UTC+01:00、UTC+02:00（夏令时）。

## 行政
潘普雷的邮政编码为60170，INSEE市镇编码为60492。

## 政治
潘普雷所属的省级选区为图罗特县。

## 人口

1962-2008年间潘普雷人口变化图示

潘普雷于2022年1月1日时的人口数量为851人。